# Grenacheria buxifolia
Grenacheria buxifolia är en viveväxtart som beskrevs av Carl Christian Mez. Grenacheria buxifolia ingår i släktet Grenacheria och familjen viveväxter. Inga underarter finns listade i Catalogue of Life.